# Anhídrido succínico
El anhídrido succínico, también llamado dihidro-2,5-furanodiona, es un compuesto orgánico con la fórmula molecular C4H4O3. Este sólido incoloro es el anhídrido del ácido succínico.

## Obtención y síntesis
El anhídrido succínico se puede obtener por reacción de ácido succínico y anhídrido acético, cloruro de acetilo u oxicloruro de fósforo.  Incluso por calentamiento del ácido succínico por encima de 200 °C, se obtiene el anhídrido succínico. También pueden obtenerse a través de la hidrogenación catalítica de anhídrido maleico.

## Reactividad
El anhídrido succínico se hidroliza en agua liberando 46,86 KJ/mol dando lugar al ácido succínico.
{\displaystyle {\ce {(CH2CO)2O + H2O -> HOOC-CH2-CH2-COOH}}}
Con alcoholes (ROH), sucede una reacción similar, en la que se producen los derivados éster del ácido succínico:
{\displaystyle {\ce {(CH2CO)2O + ROH -> ROOC-CH2-CH2-COOH}}}

## Peligros para la salud
Las consecuencias de contacto o inhalación con anhídrido succínico son: irritación de la piel y el tracto respiratorio, y las membranas mucosas pueden inflamarse. 

## Usos
El anhídrido succínico se usa en la síntesis química de otros compuestos químicos, tales como la tetralona, 1-naftol, tetralina y naftaleno y de N-clorosuccinimida y N-bromosuccinimida. La producción industrial del anhídrido citracónico (metilmaleico) por reacción del anhídrido succínico con formaldehído, compuesto que se utiliza en la industria del papel como agente de encolado.